# L'Orphelin de Perdide
L’Orphelin de Perdide este un roman științifico-fantastic de Stefan Wul din 1958. A apărut la editura Fleuve Noir în colecția sa Anticipation.

## Rezumat
Datorită unui pericol iminent, un om lansează semnale de ajutor către nava lui Max, un mare călător prin spațiul cosmic. Omul moare fără a fi auzit, iar fiul său de 4 ani, Claude, rămâne singurul supraviețuitor al coloniei de pe planeta Perdide.

## Ecranizări
Romanul a inspirat filmul de animație al lui Moebius denumit Les Maîtres du temps (1982).

## Traduceri

### Portugheză
- O vagabundo das estrelas, Livro do Brasil, coll. « Argonauta » no 60, 1960.[2]

### Maghiară
- A Perdide árvája, Cser Kiadó, 2019. © Hungarian translation: Zoltán Szalóki (ISBN 978-963-278-586-8)

## Legături externe
- Title: L'orphelin de Perdide, isfdb.org/